# Une nuit interminable
Une nuit interminable est une nouvelle de science-fiction de Pierre Boulle.
La nouvelle évoque un homme, Oscar Vincent, qui fait la connaissance d'un voyageur temporel lequel, venant du passé et allant explorer le futur, fait escale à Paris au XXe siècle. Mais aussitôt après, Oscar fait aussi la connaissance d'un autre voyageur temporel qui vient du futur et remonte le temps vers le passé. Il apparaît que ces deux voyageurs temporels sont les représentants de deux civilisations qui se feront la guerre, ou qui se sont fait la guerre : allez savoir. Il s'ensuit un ballet temporel assez loufoque et surprenant pour savoir laquelle des deux civilisations va l’emporter, sous les yeux d'Oscar qui ne sait comment sortir de cette situation surprenante.

## Publications

### Publications en France
La nouvelle a été publiée dans le recueil Contes de l'absurde paru en 1953.
Elle a aussi été notamment publiée dans l'anthologie Les Mondes francs (1988).

### Publications dans d'autres pays
- Italie
  - Una notte interminabile, dans I Romanzi di Urania, no 30, décembre 1953.
  - Autre publication en 1967.
- Croatie
- Espagne
  - Una noche interminable, 1965
- Royaume-Uni
  - Time Out of Mind, 1966.
- URSS:
  - Бесконечная ночь, 1966, 1987 (traductions différentes).
- Allemagne
  - Eine unendliche Nacht, 1970.
- Roumanie
  - O noapte fără de sfârșit, 1971.

## Résumé
Un soir de 1949, Oscar Vincent boit un verre à la terrasse de la brasserie La Coupole (quartier du Montparnasse), lorsqu'il est abordé par un homme appelé Amoun-Kah-Zaïlat. Ce dernier lui explique qu'il voyage dans le temps depuis une civilisation avancée qui a existé il y a 8 000 ans, appelée le royaume de Badari, et qui a disparu depuis. Il se rend en exploration dans le futur et il fait escale dans le Paris du XXe siècle avant de continuer 12 000 ans dans le futur. Cet étrange personnage discute avec Oscar Vincent et lui explique les subtilités du voyage temporel, et comment la science badarienne a résolu les paradoxes temporels.
Un client de la table d'à côté qui écoutait la conversation leur révèle qu'il s'appelle Djing-Djong et qu'il a lui aussi voyagé dans le temps, venant de la république de Pergolie, un pays situé dans le Pacifique et qui ne verra le jour que dans 12 000 ans. Il souhaite atteindre dans le passé le royaume de Badari et lui aussi fait escale à Paris au XXe siècle.
Le contraste est net entre les deux voyageurs temporels : autant Amoun-Kah-Zaïlat est dépeint comme noble, beau, de haute stature et à la peau dorée et vêtu d'une tunique étincelante (une sorte de version idéalisée et cinématographique des guerriers d'Assurbanipal) autant Djing-Djong est décrit comme petit, difforme, tortueux au physique comme au mental, vêtu d'une sorte de combinaison noire façon rat d'hôtel. La suite du récit révèlera qu'ils sont en fait les deux incarnations d'un même individu, tel Janus .
Oscar est estomaqué de faire la connaissance, en même temps, de deux voyageurs temporels. Après une longue conversation, il accompagne Amoun-Kah-Zaïlat en un lieu discret afin que le Badarien accomplisse son voyage temporel vers le futur. Le Badarien disparaît, avant de réapparaître quelques secondes après : il annonce à Oscar qu'en ayant visité la civilisation pergolienne, il a découvert que les Pergoliens s'apprêtaient à envahir Badari. Il souhaite donc les en empêcher. Or justement, les Pergoliens qui vont envahir Badari vont bientôt s'arrêter ici à Paris pour « faire escale ».
Les deux voyageurs reviennent tour à tour à Paris expliquer à Oscar, médusé, la suite des péripéties de leur confrontation, qui se situent dans le passé, le présent et le futur.
Après diverses aventures et paradoxes temporels, une bataille a lieu entre Badariens et Pergoliens ; un combat épique prend place devant Oscar, et lorsqu'il est terminé, Amoun-Kah-Zaïlat explique au Parisien que les Pergoliens ont gagné la guerre puisqu'ils se sont transportés en un temps situé avant l'existence des Badariens, et se sont substitués à eux, ont fécondé leurs femmes, si bien que les Pergoliens et Badariens sont désormais les mêmes, respectivement aïeux et descendants les uns des autres. Amoun-Kah-Zaïlat se transforme alors progressivement en Djing-Djong ; les deux armées se mélangent et se confondent. Les guerriers effectuent des feintes dans le temps, Ocar assistant estomaqué à un combat qui mêle les guerriers assyriens, les grognards de Bonaparte, des fantassins modernes équipés de bazookas, des hommes préhistoriques équipés de massues, ou encore des guerriers de l'espace à la Guy L'éclair, maniant des rayons de la mort.
En contrepoint humoristique à cette débauche de sang versé, comme c'est dans une brasserie de Montparnasse que se déroule la bataille et que les guerriers temporels ont une soif de soudards, c'est à Oscar Vincent que revient le lourd « honneur » de payer, au petit matin, la note, apportée par un garçon de café imperturbable… Évidemment elle est astronomique.
La fin de cet étrange récit se termine par une invitation faite à Oscar d'appuyer sur un module de voyage dans le temps ; Oscar utilise alors la petite machine à voyager dans le temps pour s'échapper de cette folie, et se retrouve 12 heures auparavant au moment où il rencontre Amoun-Kah-Zaïlat pour la première fois. Coincé dans la spirale du temps, il est alors condamné à revivre sans fin les mêmes événements de cette soirée.